# آلفين هانسن
آلفين هارفي هانسن (بالإنجليزية: Alvin Harvey Hansen)‏ (23 أغسطس 1887 – 6 يونيو 1975)، يشار إليه غالبًا باسم «كينز الأمريكي»، كان أستاذًا في الاقتصاد في جامعة هارفارد، كتب على نطاق واسع حول القضايا الاقتصادية الراهنة، وكان مستشارًا ذا نفوذ في الحكومة فقد ساعد في تأسيس مجلس الاستشاريين الاقتصاديين ونظام الضمان الاجتماعي. اشتهر بإدخال الاقتصاد الكينزي إلى الولايات المتحدة في ثلاثينيات القرن العشرين. 
بيّن وقدم واستأنس ونشر الأفكار الواردة في كتاب «النظرية العامة» لكينز على نحو أكثر فاعلية من أي شخص آخر. في 1967، بول مكراكين، رئيس مجلس الاستشاريين الاقتصاديين، كرّم هانسن: «لقد أثّرت حقيقة ودون أدنى شك تأثيرًا بالغًا على تفكير الأمة حيال السياسة الاقتصادية أكثر من أي اقتصادي آخر في هذا القرن».

## نشأته وتعليمه
ولِدَ هانسن في فيبورغ بولاية داكوتا الجنوبية في 23 أغسطس 1887، وهو ابن نيلز هانسن، الذي كان يعمل مزارعًا، وماري بيرجيتا نيلسن. تخرج عام 1910 مع تخصص في اللغة الإنجليزية من كلية يانكتون القريبة (أغلقت عام 1984)، التحق عام 1913 بجامعة ويسكونس ماديسون ليدرس العلوم الاقتصادية على يد ريتشارد إيلي وجون ر. كومونز، وتعلم منهم الاستعانة بالاقتصاد لمعالجة المشاكل الاجتماعية الملحة. بعد أن أنهى المقررات الدراسية لدرجة الدكتوراه عام 1916، تزوج هانسن من مابل لويس: وأنجبا طفلين.

## المسيرة الأكاديمية
درّس في جامعة براون في أثناء كتابة أطروحة الدكتوراه «مراحل الازدهار والكساد». انتقل غربًا إلى جامعة مينيسوتا في 1919، فور استكمال الأطروحة في 1918 (التي نُشرت في 1921)، حيث ارتقى سريعًا في رتب المدرسين في 1923. بعد ذلك، وجهت نظريته الدورة الاقتصادية (1927) ونصه التقديمي (مع فريدريك جارفر 1928) لكتاب مبادئ الاقتصاد اهتمامَه نحو مهنة الاقتصاد الأوسع نطاقًا. ألف كتابه الاستقرار الاقتصادي في عالم غير متوازن الصادر في عام (1932) بمساعدة منحة غوغنهايم التي مولت تنقله في أوروبا خلال عامي 1928 – 1929، ما وضع هانسن في الدائرة الأوسع للشأن العام. انتخب زميلًا في الرابطة الإحصائية الأمريكية عام 1932.
تلقى عام 1937 دعوة ليشغل الكرسي الجديد للوسيوس ليتاوير للاقتصاد السياسي في جامعة هارفرد. طرح في كتابه الأول في هارفرد عام 1938 مسألة: الانتعاش التام أم الركود؟ الذي رسم الخطوط العامة لما يسمى بـ «أطروحة الركود المزمن». 
لاحقًا، قدم مؤلَّفيه دور أمريكا في الاقتصاد العالمي الصادر في (1945) والسياسة الاقتصادية والعمالة الكاملة في (1947) تلك الأطروحة إلى جمهور أوسع. عُين هانسن بصفة استشاريًا اقتصاديَا خاصًا لمارينر إكليس في مجلس الاحتياطي الفيدرالي في 1940 وكان مكلفًا لغاية 1945. 
كتب بعد تقاعده من نشاطه في التدريس في 1956، الاقتصاد الأمريكي (1957)، القضايا والمشكلات الاقتصادية في ستينيات القرن العشرين في (1964)، والدولار والنظام النقدي العالمي في (1965). توفي في الإسكندرية، فرجينيا في السادس من يونيو عام 1975 عن عمر ناهز 87 عامًا.

## مناصب
تولى منصب رئيس.

## التعليم
تعلم في جامعة ويسكونسن-ماديسون.

## جوائز
حصل على جوائز منها:
- زمالة غوغنهايم
- الزمالة المتميزة في الرابطة الاقتصادية الأمريكية
- Francis A. Walker Medal  [لغات أخرى]‏
- زمالة جمعية الاقتصاد القياسي.

## روابط خارجية
- آلفين هانسن على موقع الموسوعة البريطانية (الإنجليزية)